# Koninklijke Sanders
Koninklijke Sanders is een internationaal opererend productiebedrijf van persoonlijke verzorgingsproducten met haar hoofdvestiging in Vlijmen. Merknamen die door het bedrijf worden gevoerd zijn: Fresh-up, Melkmeisje, Odorex, Proset, Sanicur en Van Gils Parfums. Ook produceert men voor derden, zoals de drogisterijketen Kruidvat. 

## Geschiedenis

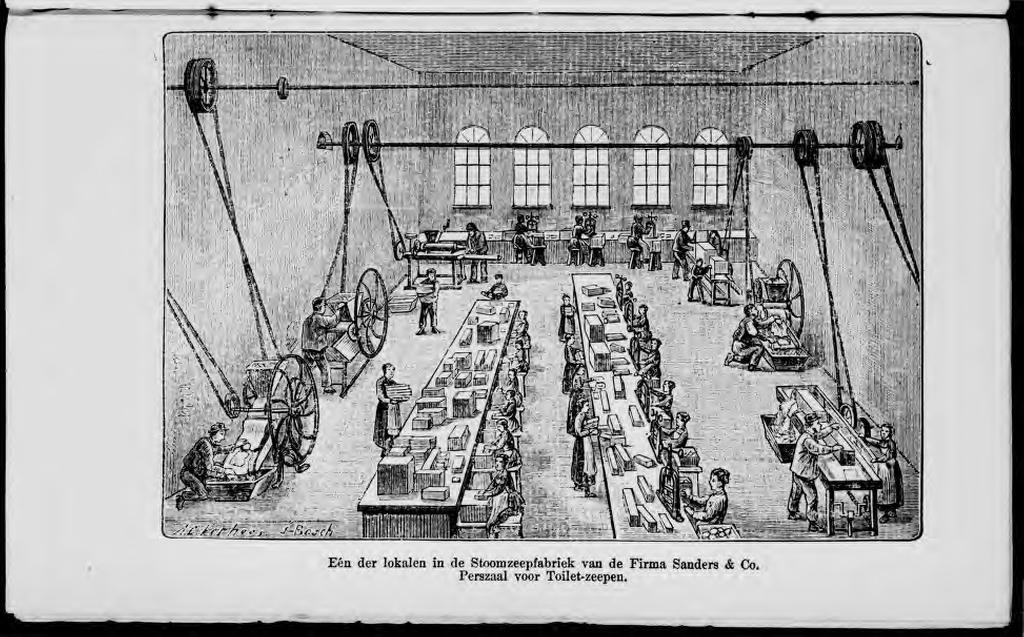
Interieur van de productie-afdeling van Sanders rond 1900

Oprichter N J Sanders was apotheker, met een apotheek in de Breestraat, hoek Steenschuur te Leiden. Het bedrijf ontstond in 1851 toen Sanders - die al eerder bij zijn apotheek zeep vervaardigde - een zeepziederij als stoombedrijf startte. In 1874 verwierf de onderneming het predicaat koninklijk en werd de benaming: 'Stoom-zeep-, Eau de Cologne- en Parfumeriënfabriek, voorheen Sanders & Co., koninklijke stoom-zeepfabriek'. De zeepziederij was oorspronkelijk gevestigd aan het Levendaal maar verhuisde in 1875 deels naar de Zoeterwoudseweg in Leiden. Men vervaardigde er onder meer scheerzeep en in 1878 was Sanders met 225 ton de grootste producent in Nederland van toiletzeep. In 1898 werd de onderneming omgezet in een nv.
In 1963 werd de Haarlemse zeepfabriek Het Klaverblad overgenomen en verhuisde de zeepproductie naar Haarlem. Vanwege de beperkte uitbreidingsmogelijkheden in de Leidse binnenstad werd in 1966 een productiefiliaal te Vlijmen gesticht. In 1976 telden de drie locaties Haarlem, Leiden en Vlijmen respectievelijk 35, 60 en 130 werknemers. In 1984 kreeg de directie een nieuw onderkomen aan de Zoeterwoudseweg in Leiden. Het gebouw aan het Levendaal werd gesloopt. In 2003 verhuisde ook de directie naar Vlijmen.

## Wisselende eigenaars
'Koninklijke Sanders' werd in 1993 verkocht aan 'IWP International'. In 2007 werd het toen 225 werknemers tellende bedrijf overgenomen door de Ierse groep 'G&I Alliance'. In januari 2015 kwam Sanders in handen van investeringsmaatschappij Egeria. Sinds april 2018 is investeerder 3i Group de eigenaar.

## Sanders Complex
In 2003 werd de grond en de oude fabriek aan de Zoeterwoudseweg te Leiden gekocht door een stichting voor studentenhuisvesting, om daar het 'Sanders Complex' met studentenappartementen te bouwen. Het oorspronkelijke pand uit 1875 daar, met al de latere uitbreidingen, huisvest een bouwmarkt en diverse andere bedrijven en stichtingen.

## Galerij

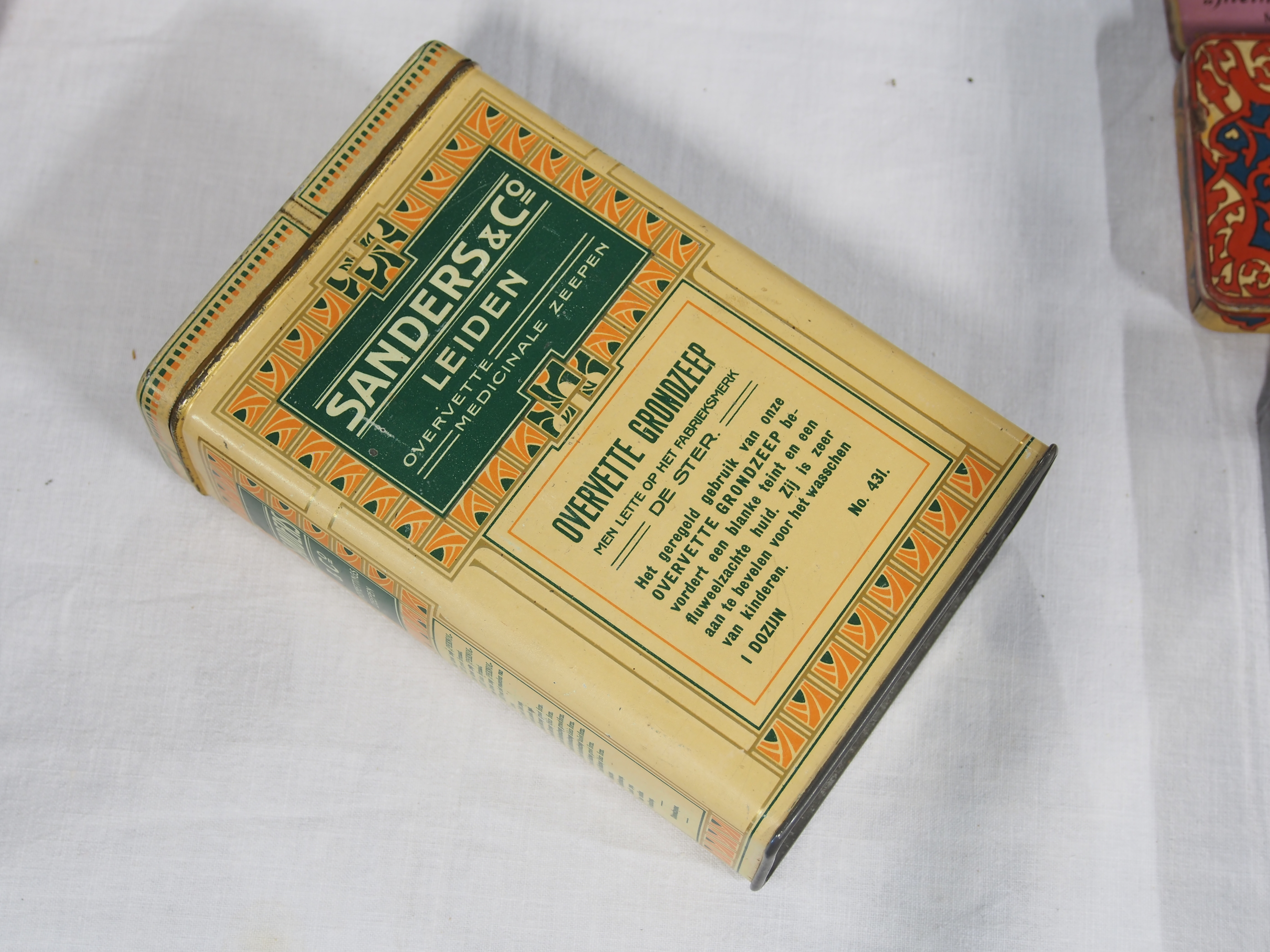
Overvette grondzeep blik van Sanders & Co
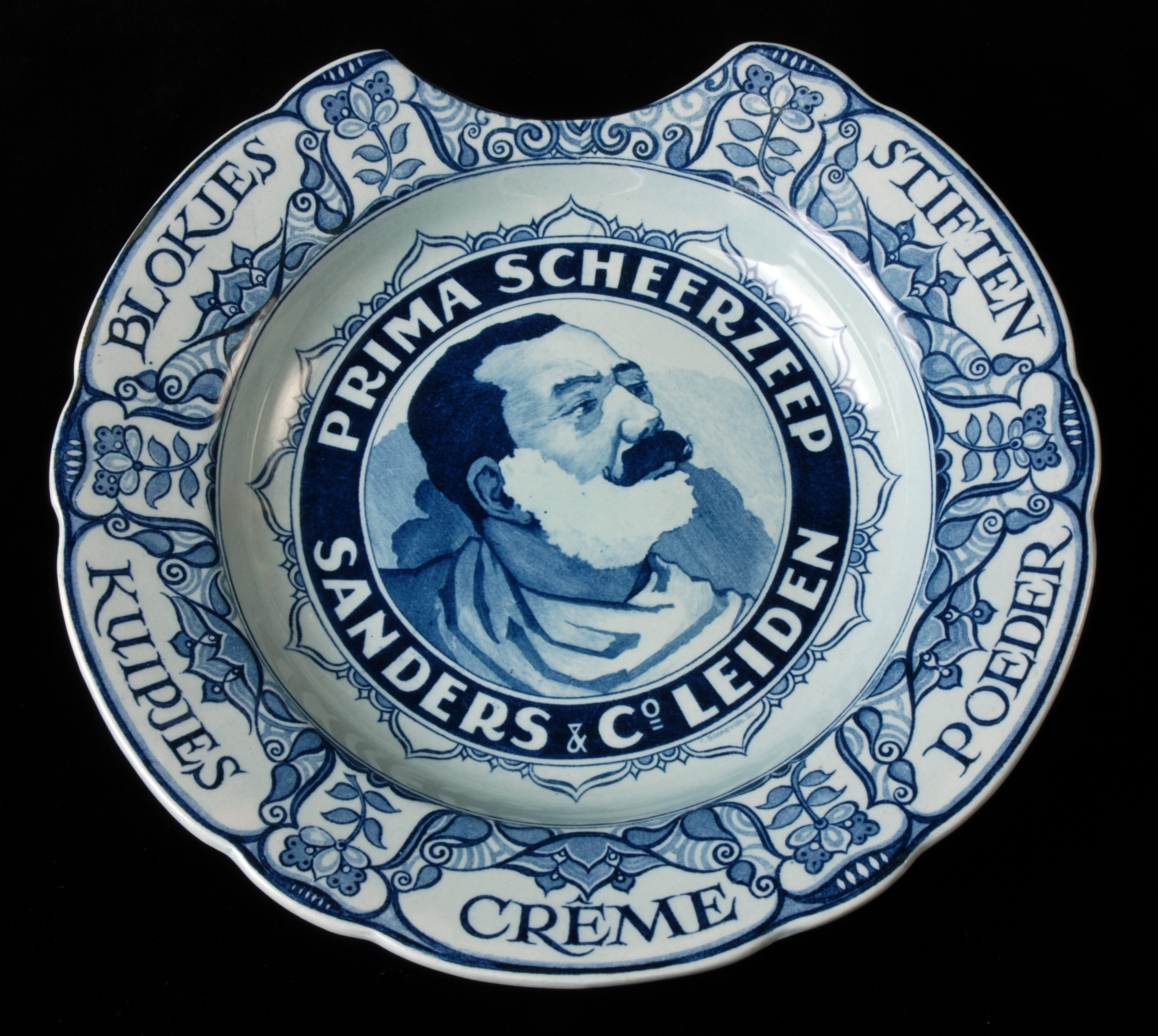
Scheerbekken Sphinx met reclame Sanders & Co (circa 1930-1960)
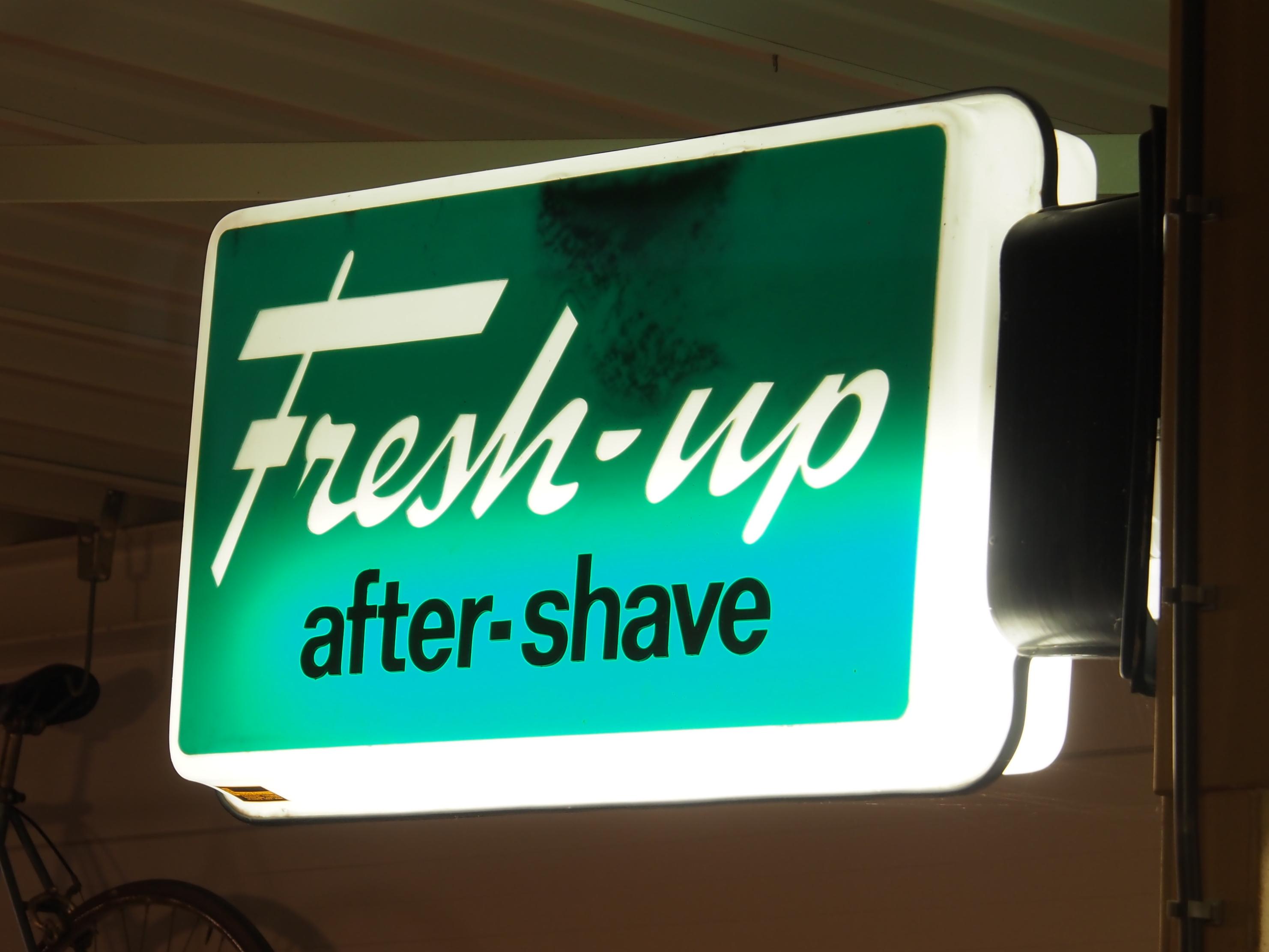
Fresh-Up lichtreclame
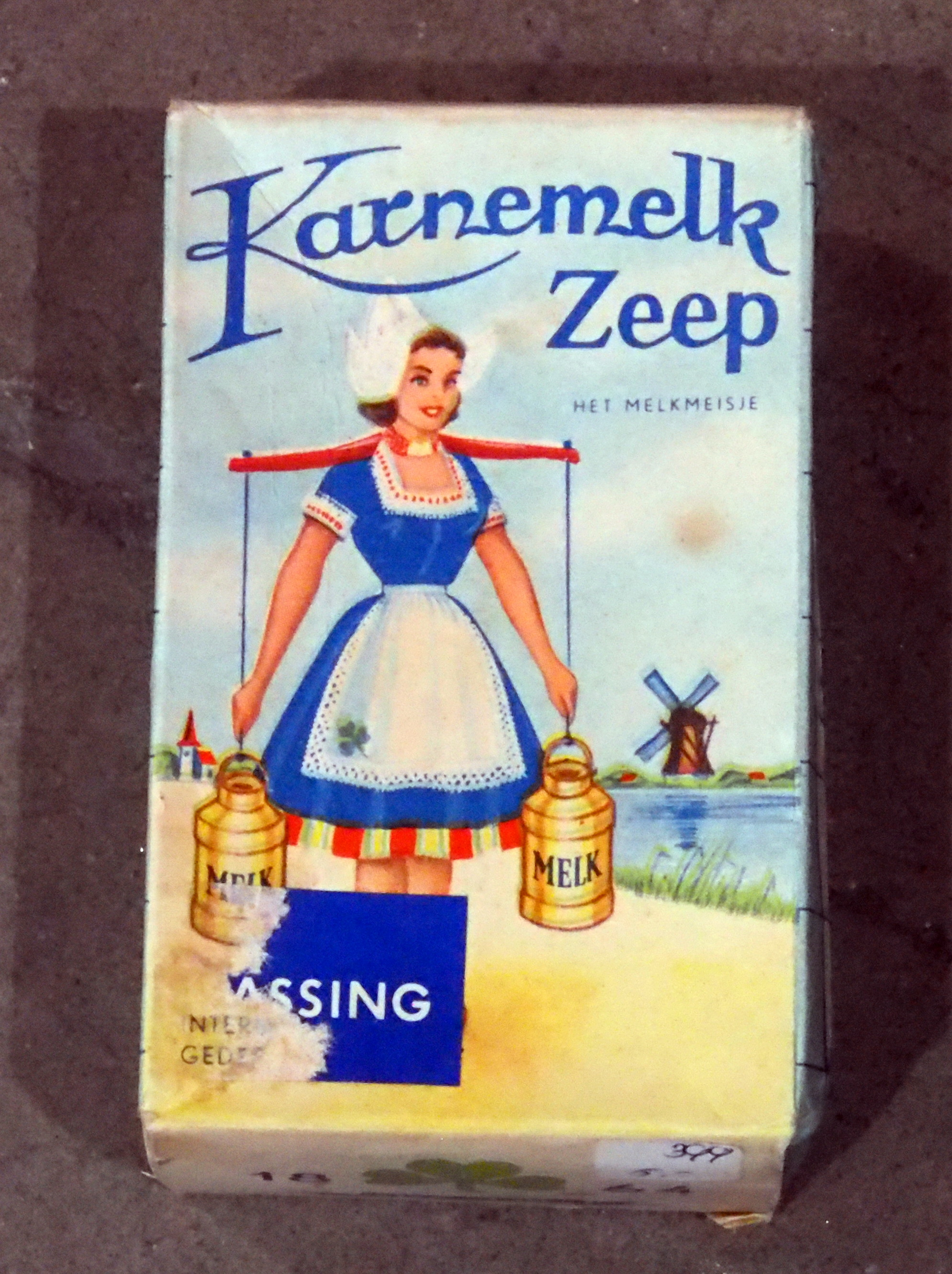
‘t Melkmeisje Karnemelkzeep van voormalig zeepfabrikant Het Klaverblad